# إنفر غروف هايتس
إنفر غروف هايتس هي مدينة في مقاطعة داكوتا، مينيسوتا، الولايات المتحدة الأمريكية. وبلغ عدد سكانها 29751 في تعداد عام 2000. تقع المدينة على بعد 9 أميال (14 كلم) إلى الجنوب الشرقي من سانت بول.

## التركيبة السكانية
قام مكتب تعداد الولايات المتحدة بتحديد بيانات التركيبة السكانية لإنفر غروف هايتسفي تعداد الولايات المتحدة. في ما يلي، التركيبة السكانية حسب تعدادي 2000 و2010.

### تعداد عام 2000
بلغ عدد سكان إنفر غروف هايتس 29,751 نسمة بحسب تعداد عام 2000، وبلغ عدد الأسر 11,257 أسرة وعدد العائلات 7,924 عائلة مقيمة في المدينة. في حين سجلت الكثافة السكانية 1,038.8 نسمة لكل ميل مربع (401.1/كم2). وبلغ عدد الوحدات السكنية 11,457 وحدة بمتوسط كثافة قدره 400.1 نسمة لكل ميل مربع (154.5/كم2).
وتوزع التركيب العرقي للمدينة بنسبة 91.80% من البيض و0.48% من الأمريكيين الأصليين و2.01% من الأمريكيين ذوي الأصول الآسيوية و0.02% من سكان جزر المحيط الهادئ و2.10% من الأمريكيين الأفارقة و1.86% من عرقين مختلطين أو أكثر.
بلغ عدد الأسر 11,257 أسرة كانت نسبة 37.3% منها لديها أطفال تحت سن الثامنة عشر تعيش معهم، وبلغت نسبة الأزواج القاطنين مع بعضهم البعض 56.4% من أصل المجموع الكلي للأسر، ونسبة 10.3% من الأسر كان لديها معيلات من الإناث دون وجود شريك، وكانت نسبة 29.6% من غير العائلات. تألفت نسبة 21.5% من أصل جميع الأسر من أفراد ونسبة 4.7% كانوا يعيش معهم شخص وحيد يبلغ من العمر 65 عاماً فما فوق. وبلغ متوسط حجم الأسرة المعيشية 3.09، أما متوسط حجم العائلات فبلغ 2.62.
بلغ العمر الوسطي للسكان 34 عاماً. وكانت نسبة 27.3% من القاطنين تحت سن الثامنة عشر، وكانت نسبة 9.2% بين الثامنة عشر والأربعة وعشرون عاماً، ونسبة 33.9% كانت واقعةً في الفئة العمرية ما بين الخامسة والعشرين حتى الرابعة والأربعين عاماً، ونسبة 21.7% كانت ما بين الخامسة والأربعين حتى الرابعة والستين، ونسبة 7.8% كانت ضمن فئة الخامسة والستين عاماً فما فوق. يوجد لكل 100 أنثى 98.2 ذكر، ويوجد لكل 100 أنثى في الثامنة عشر من عمرها فما فوق 94.5 ذكر.
بلغ متوسط دخل الأسرة في المدينة 59,090 دولار، أما متوسط دخل العائلة فبلغ 68,629 دولار. وكان متوسط دخل الذكور 45,369 دولار مقابل 32,080 دولار للإناث. وسجل دخل الفرد الخاص بالمدينة 25,493 دولار. وكانت نسبة 3.0% من العائلات ونسبة 4.2% من السكان تحت خط الفقر، وكان من هؤلاء نسبة 5.2% تحت سن الثامنة عشر ونسبة 4.9% في الخامسة والستين من العمر وما فوق.

## معرض صور

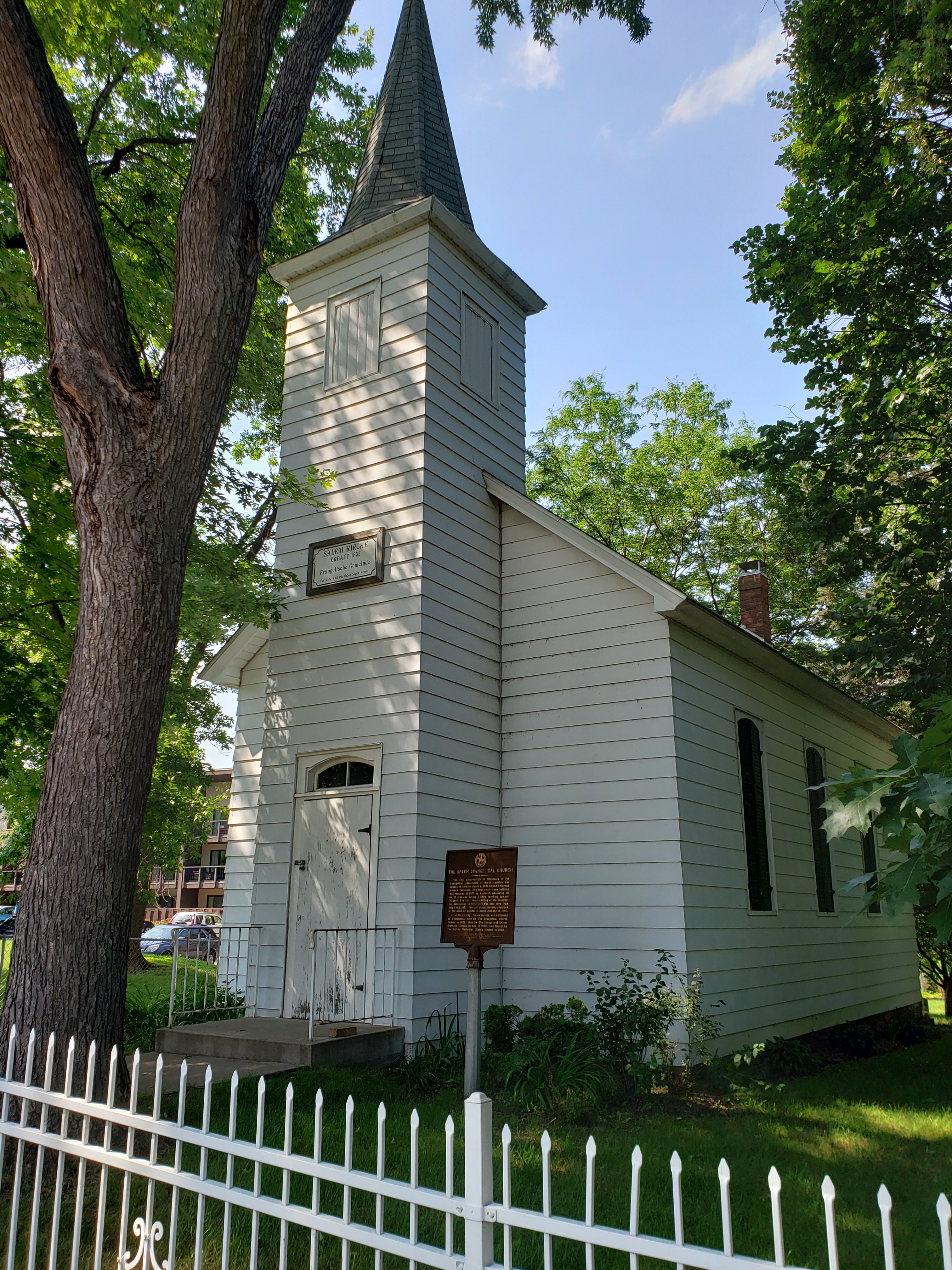
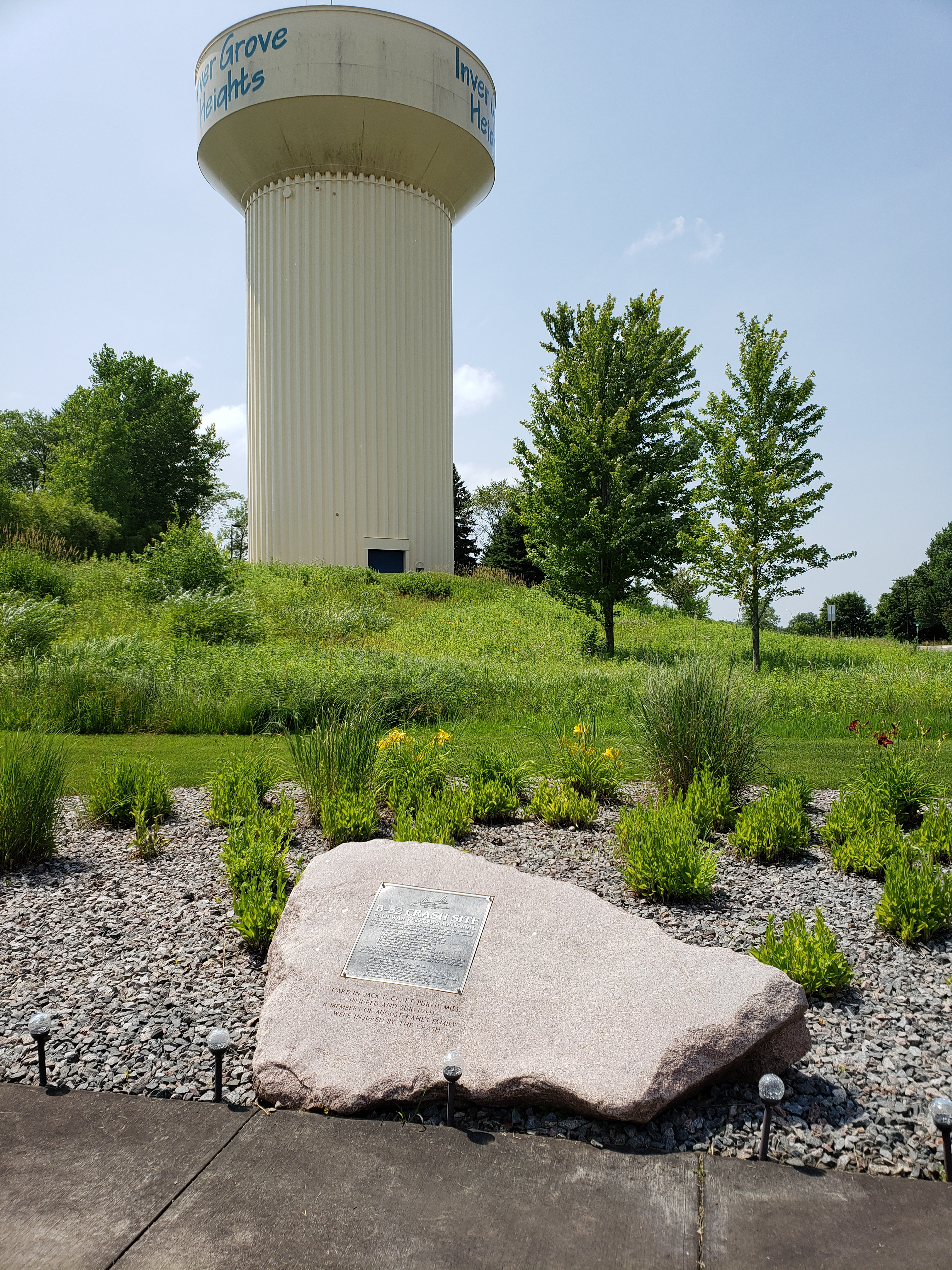
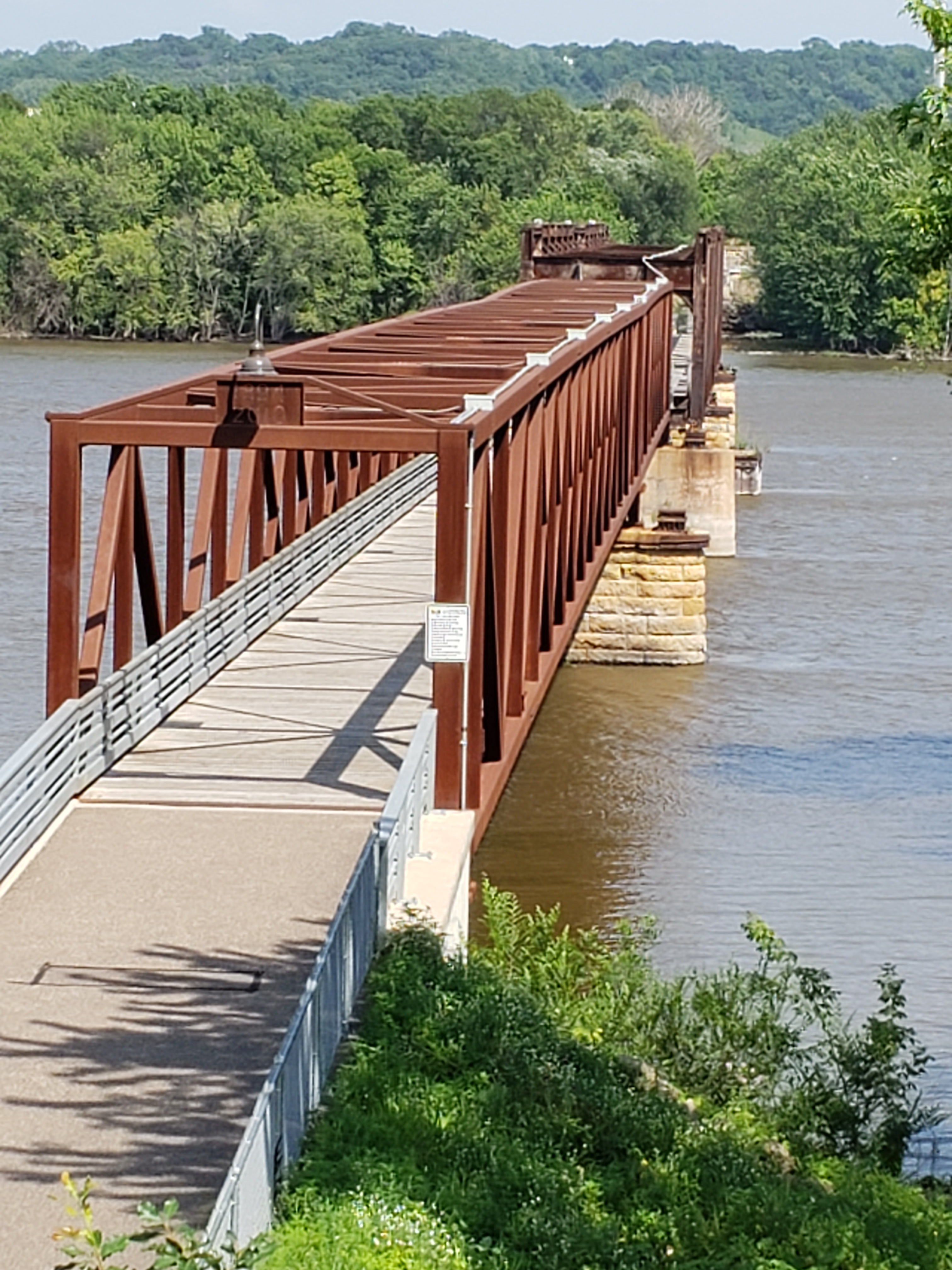
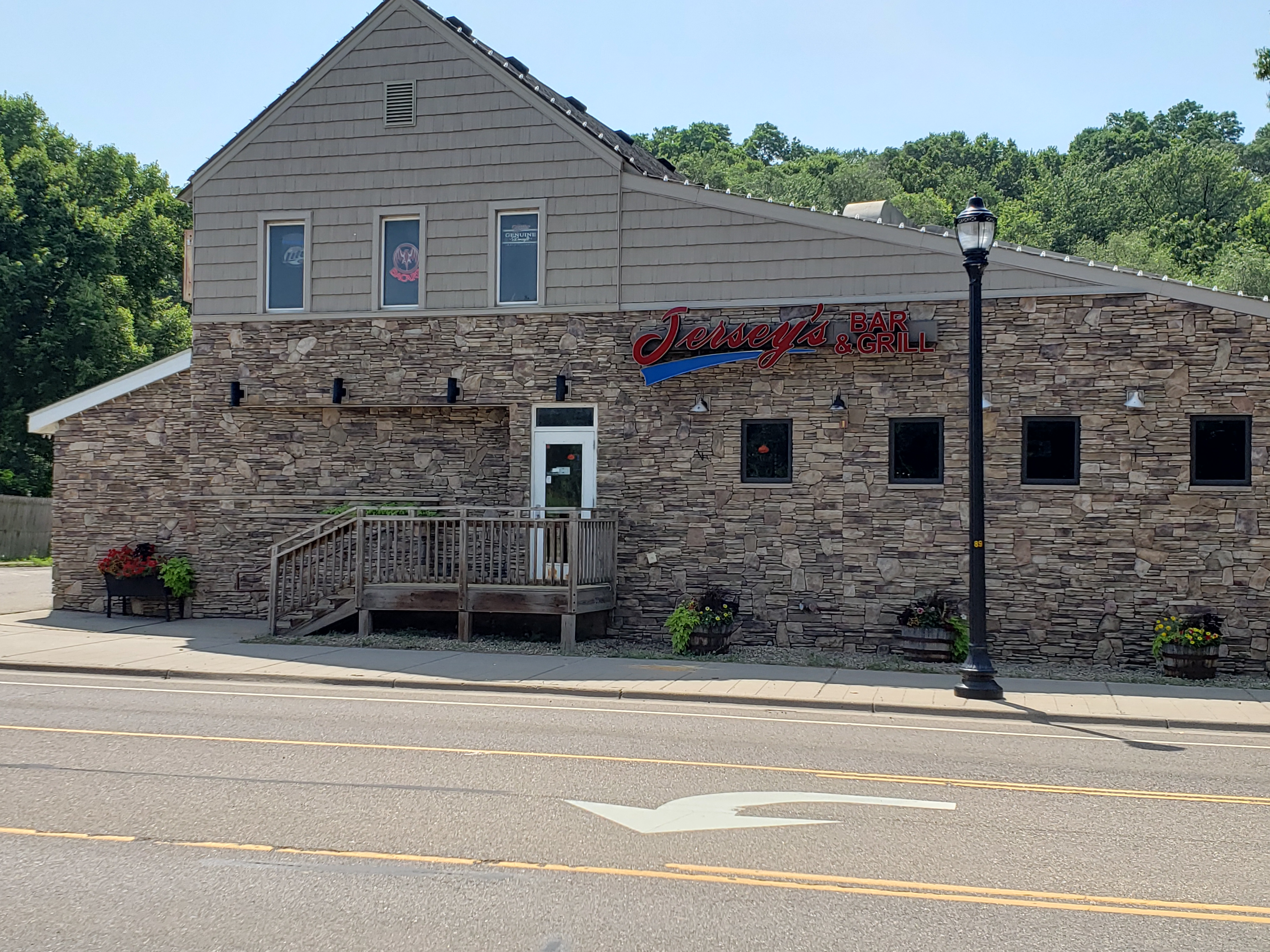
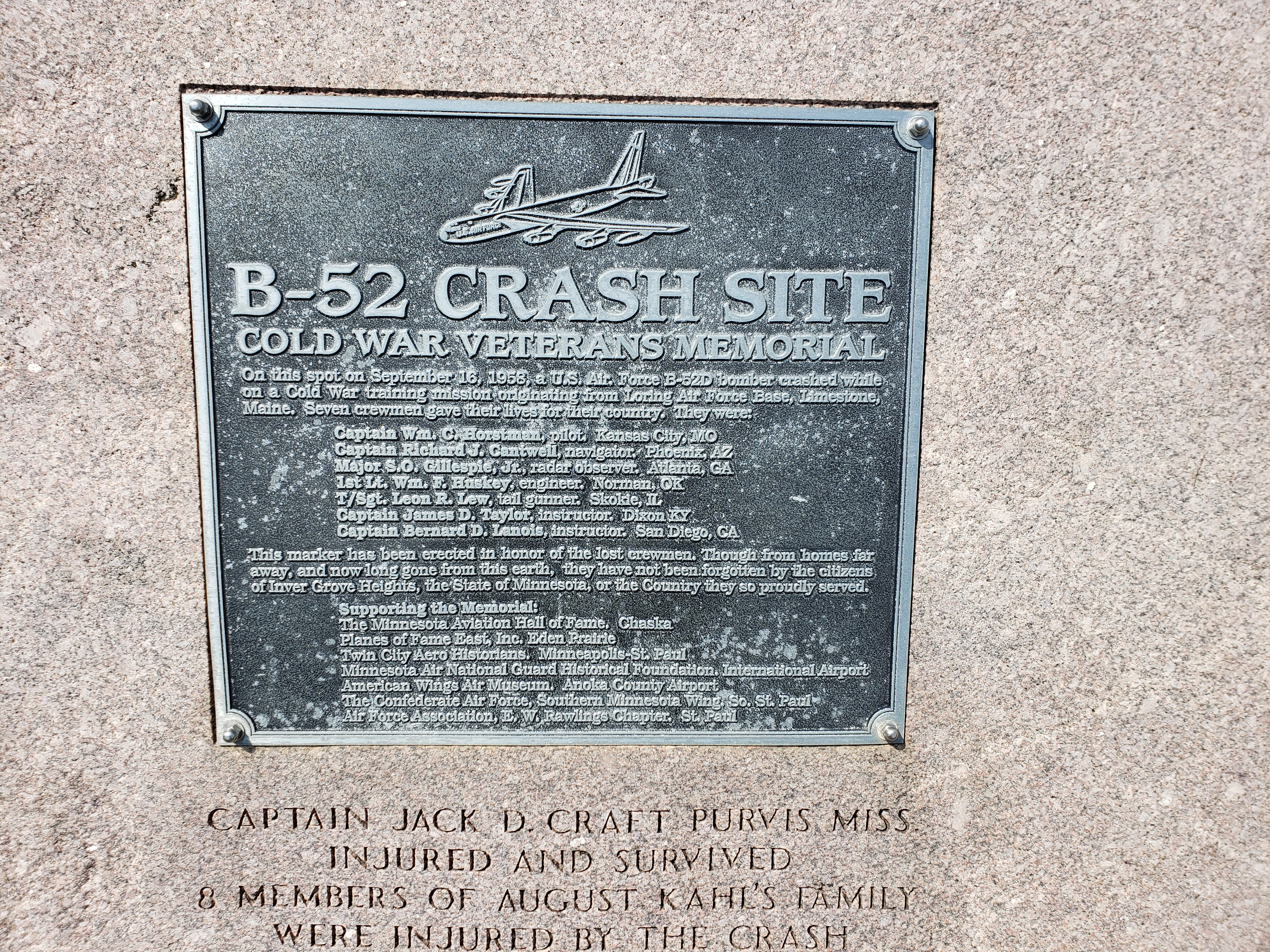
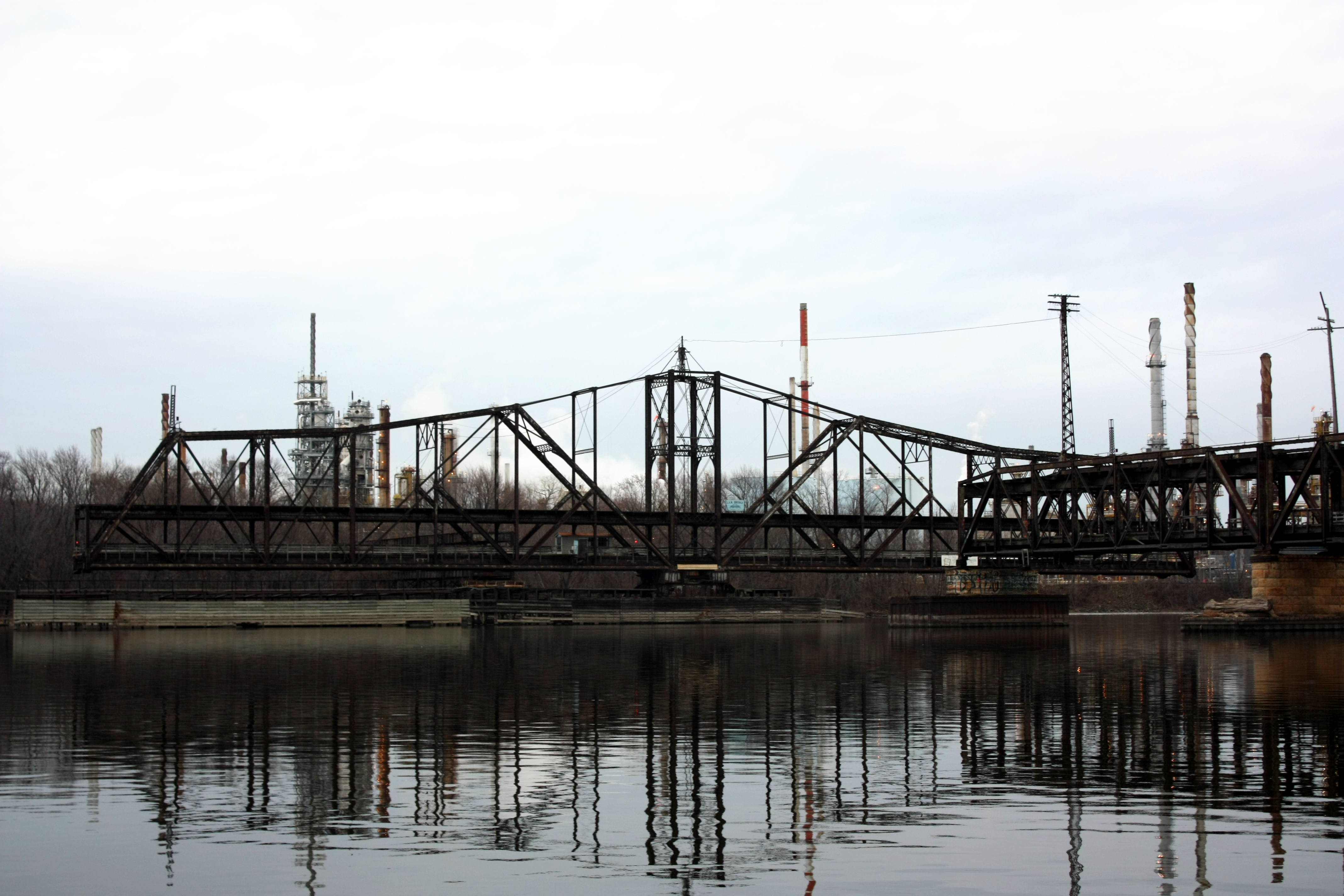

### تعداد عام 2010
بلغ عدد سكان إنفر غروف هايتس 33,880 نسمة بحسب تعداد عام 2010، وبلغ عدد الأسر 13,476 أسرة وعدد العائلات 9,036 عائلة مقيمة في المدينة. في حين سجلت الكثافة السكانية 1,220.5 نسمة لكل ميل مربع (471.2/كم2). وبلغ عدد الوحدات السكنية 14,062 وحدة بمتوسط كثافة قدره 506.6 لكل ميل مربع (195.6/كم2).
وتوزع التركيب العرقي للمدينة بنسبة 85.7% من البيض و0.4% من الأمريكيين الأصليين و3.4% من الأمريكيين ذوي الأصول الآسيوية و0.1% من سكان جزر المحيط الهادئ و3.8% من الأمريكيين الأفارقة و3.1% من عرقين مختلطين أو أكثر.
```
وبلغت نسبة 
الأزواج
 القاطنين مع بعضهم البعض 51.4% من أصل المجموع الكلي للأسر، ونسبة 11.4% من الأسر كان لديها معيلات من الإناث دون وجود شريك، بينما كانت نسبة 4.3% من الأسر لديها معيلون من الذكور دون وجود شريكة وكانت نسبة 32.9% من غير العائلات. تألفت نسبة 26.2% من أصل جميع الأسر من أفراد ونسبة 8.8% كانوا يعيش معهم شخص وحيد يبلغ من العمر 65 عاماً فما فوق. وبلغ متوسط حجم الأسرة المعيشية 3.04، أما متوسط حجم العائلات فبلغ 2.50.
```

بلغ العمر الوسطي للسكان 38.4 عاماً. وكانت نسبة 24.5% من القاطنين تحت سن الثامنة عشر، وكانت نسبة 8.5% بين الثامنة عشر والأربعة وعشرون عاماً، ونسبة 26.3% كانت واقعةً في الفئة العمرية ما بين الخامسة والعشرين حتى الرابعة والأربعين عاماً، ونسبة 29.1% كانت ما بين الخامسة والأربعين حتى الرابعة والستين، ونسبة 11.8% كانت ضمن فئة الخامسة والستين عاماً فما فوق. وتوزع التركيب الجنسي للسكان بنسبة 48.0% ذكور و52.0% إناث.